# Black Moon
Black Moon — восьмий студійний альбом англійської групи Emerson, Lake & Palmer, який був випущений 27 червня 1992 року.

## Композиції
1. Black Moon – 7:06
2. Paper Blood – 4:26
3. Affairs of the Heart – 3:46
4. Romeo and Juliet – 3:43
5. Farewell to Arms – 5:08
6. Changing States – 6:02
7. Burning Bridges – 4:41
8. Close to Home – 4:33
9. Better Days – 5:33
10. Footprints in the Snow – 3:50

## Учасники запису
- Кіт Емерсон — орган, синтезатор, фортепіано, челеста, клавішні, орган Гаммонда, синтезатор Муґа
- Ґреґ Лейк — акустична гітара, бас-гітара, електрогітара, вокал
- Карл Палмер — перкусія, ударні